# Josep Grau (president)
Josep Grau (s.XVII - S.XVIII) Doctor en dret i procurador, va ser el cent divuitè president de la Generalitat de Catalunya entre els anys 1706 i 1707, durant la Guerra de Successió. Era el degà del capítol de la seu de Solsona.
El seu nomenament com a President es produí el 18 de novembre de 1706, catorze mesos després de morir en el Setge de Barcelona el seu antecessor, Francesc de Valls i Freixa.
Va ser una mandat de transició de només mig any, fins a la propera elecció. En aquest període, és viu una certa situació de calma en el conflicte bèl·lic. S'havia aixecat el Setge de Barcelona l'11 de maig de 1706, les tropes aliades de l'Arxiduc Carles d'Àustria avancen cap a Saragossa i Madrid, on s'entronitza l'arxiduc com a rei de Castella. Finalment, la pèrdua de la batalla d'Almansa no serà fins al 25 d'abril de 1707, uns mesos abans de produir-se el relleu regular del trienni.